# Poaephyllum
Poaephyllum – rodzaj roślin z rodziny storczykowatych (Orchidaceae). Obejmuje 7 gatunków występujących w Azji Południowo-Wschodniej w takich krajach i regionach jak: Borneo, Jawa, Malezja Zachodnia, Nowa Gwinea, Filipiny, Celebes, Sumatra, Tajlandia.

## Systematyka
Rodzaj sklasyfikowany do podplemienia Eriinae w plemieniu Podochileae, podrodzina epidendronowe (Epidendroideae), rodzina storczykowate (Orchidaceae), rząd szparagowce (Asparagales) w obrębie roślin jednoliściennych.
Wykaz gatunków
- Poaephyllum fimbriatum Schuit. & de Vogel
- Poaephyllum grandiflorum Quisumb.
- Poaephyllum pauciflorum (Hook.f.) Ridl.
- Poaephyllum podochiloides (Schltr.) Ridl.
- Poaephyllum selebicum J.J.Sm.
- Poaephyllum tenuipes (Schltr.) Rolfe
- Poaephyllum trilobum J.J.Sm.